# Temporada 1997-98 de los Milwaukee Bucks
La temporada 1997-98 fue la trigésima de los Milwaukee Bucks en la NBA. La temporada regular acabó con 36 victorias y 46 derrotas, ocupando el duodécimo puesto de la Conferencia Este, no logrando clasificarse para los playoffs.

## Elecciones en elDraft
| Ronda | Puesto | Jugador          | Posición  | Nacionalidad   | Universidad |
| ----- | ------ | ---------------- | --------- | -------------- | ----------- |
| 1     | 10     | Danny Fortson    | Ala-Pívot | Estados Unidos | Cincinnati  |
| 2     | 38     | Jerald Honeycutt | Alero     | Estados Unidos | Tulane      |

## Temporada regular
| División Central      | División Central | División Central | División Central | División Central | División Central | División Central | División Central | División Central |
| Equipo                | G                | P                | %                | PD               | Casa             | Fuera            | Div              |                  |
| --------------------- | ---------------- | ---------------- | ---------------- | ---------------- | ---------------- | ---------------- | ---------------- | ---------------- |
| y-Chicago Bulls       | 62               | 20               | .756             | –                | 37–4             | 25–16            | 21–7             |                  |
| x-Indiana Pacers      | 58               | 24               | .707             | 4                | 32–9             | 26–15            | 19–9             |                  |
| x-Charlotte Hornets   | 51               | 31               | .622             | 11               | 32–9             | 19–22            | 16–12            |                  |
| x-Atlanta Hawks       | 50               | 32               | .610             | 12               | 29–12            | 21–20            | 19–9             |                  |
| x-Cleveland Cavaliers | 47               | 35               | .573             | 15               | 27–14            | 20–21            | 14–14            |                  |
| Detroit Pistons       | 37               | 45               | .451             | 25               | 25–16            | 12–29            | 12–16            |                  |
| Milwaukee Bucks       | 36               | 46               | .439             | 26               | 21–20            | 15–26            | 9–19             |                  |
| Toronto Raptors       | 16               | 66               | .195             | 46               | 9–32             | 7–34             | 2–26             |                  |

## Estadísticas

### Temporada regular
| Rk | Jugador          | Edad | Pos. | P  | PT | MP   | TC  | TCI  | %TC  | T3  | T3I | %T3  | TL  | TLI | %TL  | RO  | RD  | RT   | AS  | RB  | TAP | BP  | FP  | PTS  |
| -- | ---------------- | ---- | ---- | -- | -- | ---- | --- | ---- | ---- | --- | --- | ---- | --- | --- | ---- | --- | --- | ---- | --- | --- | --- | --- | --- | ---- |
| 1  | Glenn Robinson   | 25   | SF   | 56 | 56 | 41.0 | 9.5 | 20.3 | .470 | 0.4 | 1.2 | .385 | 3.8 | 4.8 | .808 | 1.5 | 4.0 | 5.5  | 2.8 | 1.2 | 0.6 | 3.6 | 2.9 | 23.4 |
| 2  | Ray Allen        | 22   | SG   | 82 | 82 | 40.1 | 6.9 | 16.0 | .428 | 1.6 | 4.5 | .364 | 4.2 | 4.8 | .875 | 1.5 | 3.4 | 4.9  | 4.3 | 1.4 | 0.1 | 3.2 | 3.0 | 19.5 |
| 3  | Tyrone Hill      | 29   | PF   | 57 | 56 | 36.2 | 3.6 | 7.3  | .498 | 0.0 | 0.0 | .000 | 2.7 | 4.5 | .608 | 3.7 | 6.9 | 10.7 | 1.5 | 1.2 | 0.5 | 1.9 | 4.0 | 10.0 |
| 4  | Terrell Brandon  | 27   | PG   | 50 | 48 | 35.7 | 6.8 | 14.6 | .464 | 0.6 | 1.9 | .333 | 2.6 | 3.1 | .846 | 0.5 | 3.1 | 3.5  | 7.7 | 2.2 | 0.3 | 2.9 | 2.4 | 16.8 |
| 5  | Ervin Johnson    | 30   | C    | 81 | 81 | 27.9 | 3.1 | 5.8  | .537 | 0.0 | 0.0 |      | 1.8 | 2.9 | .601 | 3.0 | 5.5 | 8.5  | 0.7 | 1.0 | 2.0 | 1.4 | 4.0 | 8.0  |
| 6  | Armen Gilliam    | 33   | PF   | 82 | 25 | 25.8 | 4.0 | 8.2  | .484 | 0.0 | 0.0 | .000 | 3.3 | 4.1 | .802 | 1.8 | 3.6 | 5.4  | 1.3 | 0.8 | 0.5 | 1.8 | 2.2 | 11.2 |
| 7  | Michael Curry    | 29   | SG   | 82 | 27 | 24.1 | 2.4 | 5.1  | .469 | 0.0 | 0.1 | .444 | 1.8 | 2.1 | .835 | 0.3 | 0.9 | 1.2  | 1.7 | 0.7 | 0.2 | 0.9 | 2.7 | 6.6  |
| 8  | Elliot Perry     | 28   | PG   | 81 | 33 | 21.6 | 3.0 | 6.9  | .430 | 0.2 | 0.6 | .340 | 1.1 | 1.3 | .844 | 0.3 | 1.1 | 1.3  | 2.8 | 1.1 | 0.0 | 1.6 | 1.6 | 7.3  |
| 9  | Jerald Honeycutt | 23   | PF   | 38 | 0  | 13.9 | 2.4 | 5.8  | .407 | 0.8 | 2.0 | .377 | 0.9 | 1.5 | .621 | 0.7 | 1.7 | 2.4  | 0.9 | 0.5 | 0.2 | 1.3 | 2.2 | 6.4  |
| 10 | Andrew Lang      | 31   | C    | 57 | 0  | 12.1 | 0.9 | 2.5  | .378 | 0.0 | 0.0 | .000 | 0.8 | 1.0 | .772 | 1.0 | 1.7 | 2.7  | 0.3 | 0.3 | 0.5 | 0.6 | 1.8 | 2.7  |
| 11 | Tony Smith       | 29   | PG   | 7  | 0  | 11.4 | 1.1 | 3.4  | .333 | 0.0 | 0.6 | .000 | 0.4 | 0.6 | .750 | 0.6 | 0.4 | 1.0  | 1.4 | 0.7 | 0.3 | 1.3 | 1.0 | 2.7  |
| 12 | Ricky Pierce     | 38   | SG   | 39 | 0  | 11.3 | 1.3 | 3.7  | .364 | 0.1 | 0.3 | .308 | 1.1 | 1.3 | .827 | 0.5 | 0.7 | 1.2  | 0.9 | 0.2 | 0.0 | 0.5 | 0.9 | 3.9  |
| 13 | Jamie Feick      | 23   | PF   | 45 | 2  | 10.0 | 0.9 | 2.0  | .433 | 0.1 | 0.3 | .308 | 0.4 | 0.9 | .488 | 1.0 | 1.8 | 2.8  | 0.4 | 0.6 | 0.4 | 0.5 | 1.5 | 2.3  |
| 14 | Litterial Green  | 27   | PG   | 21 | 0  | 5.9  | 0.2 | 1.1  | .217 | 0.0 | 0.1 | .000 | 0.7 | 1.0 | .750 | 0.0 | 0.3 | 0.3  | 0.8 | 0.2 | 0.0 | 0.4 | 0.5 | 1.2  |
| 15 | Tim Breaux       | 27   | SF   | 6  | 0  | 5.0  | 0.7 | 1.8  | .364 | 0.2 | 0.5 | .333 | 0.2 | 0.3 | .500 | 0.0 | 0.3 | 0.3  | 0.3 | 0.3 | 0.2 | 0.2 | 0.2 | 1.7  |
| 16 | Jeff Nordgaard   | 24   | PF   | 13 | 0  | 3.7  | 0.4 | 1.4  | .278 | 0.0 | 0.0 |      | 0.6 | 0.7 | .889 | 0.3 | 0.8 | 1.1  | 0.2 | 0.2 | 0.0 | 0.2 | 0.5 | 1.4  |